# Microporella ciliata
Microporella ciliata is een mosdiertjessoort uit de familie van de Microporellidae. De wetenschappelijke naam van de soort is voor het eerst geldig gepubliceerd in 1766 door Pallas.